# Mario Zuccarini
Mario Zuccarini (Chieti, 24 febbraio 1920 – Chieti, 12 novembre 1996) è stato un bibliotecario, bibliografo e storico italiano.

## Biografia
Mario Zuccarini fu sostanzialmente un autodidatta: dopo studi tecnici (diplomato nel 1939 all'ITIS di Chieti, specializzazione "Elettricisti") e il servizio militare durante la seconda guerra mondiale (sottotenente del Genio sul fronte russo, decorato con la croce al merito di guerra), nel 1945 fu assunto dall'Amministrazione provinciale di Chieti come addetto alla distribuzione di libri nella biblioteca "Camillo De Meis", ma successivamente divenne vice bibliotecario e infine bibliotecario. Come bibliotecario, Zuccarini svolse fra l'altro un'intensa opera di ricercatore storico, organizzò la biblioteca universitaria della Facoltà di Lettere e Filosofia dell'Università degli Studi "Gabriele d'Annunzio" e ricoprì incarichi di responsabilità nell'Associazione Italiana Biblioteche. 

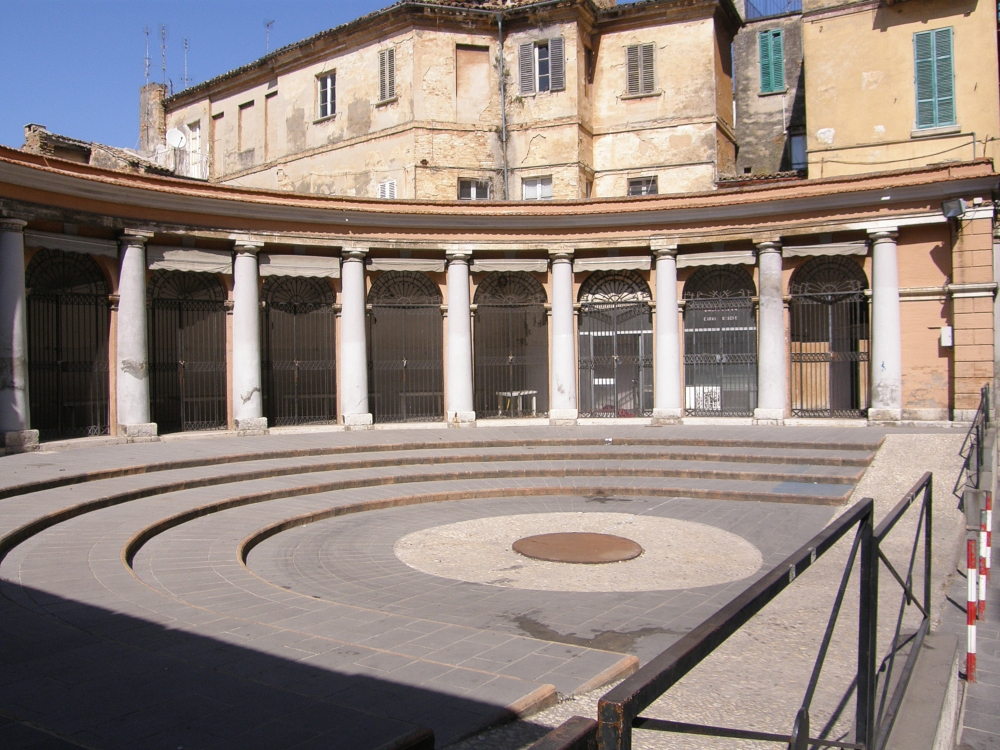
Esedra della storica pescheria di Chieti, dedicata a Zuccarini

Pubblicò numerosi lavori di bibliografia e di storiografia degli Abruzzi, per i quali nel 1975 divenne socio della Deputazione di storia patria negli Abruzzi, di cui nel 1985 fu nominato fra i deputati. Fu inoltre segretario dell'Istituto abruzzese per la storia d'Italia dal Fascismo alla Resistenza.
Zuccarini negli anni ottanta fu membro della Commissione consultiva del Museo d'arte Costantino Barbella di Chieti. Svolse anche una intensa attività giornalistica collaborando con la RAI, l'ANSA e altre testate. Fu varie volte consigliere e assessore comunale della Democrazia Cristiana. Nel 1974 fu nominato Soprintendente del Teatro Marrucino di Chieti (carica rivestita sino al 1996). Durante questo ventennio sviluppò moltissimo la produzione teatrale e culturale del Teatro con attività di ricerca, organizzazione di mostre, pubblicazione di volumi sulla storia del Teatro, l'apertura della Scuola di recitazione, l'istituzione della biblioteca di specializzazione teatrale. Gli è intitolato un premio per il teatro in dialetto abruzzese.
A Mario Zuccarini Chieti ha dedicato la piazzetta della storica esedra a pescheria davanti all'ex seminario diocesano.

## Opere principali
- Contributi alla bibliografia abruzzese: serie prima; prefazioni di Giorgio de Gregori e Francesco Verlengia, Chieti: Moderna, 1956, X, 327 p.
- Bibliografia abruzzese, Chieti: Zappacosta, 1980, XII, 865 p.
- Bibliografia abruzzese: II serie; introduzione di Walter Capezzali, L'Aquila: Deputazione abruzzese di storia patria, 1990, VIII, 614 p.
- Bibliografia abruzzese: III serie; introduzione di Walter Capezzali, L'Aquila: Deputazione abruzzese di storia patria, 1995, VIII, 1114 p.
- Bibliografia abruzzese: IV serie; a cura di Umberto Russo; introduzione di Walter Capezzali, L'Aquila: Deputazione abruzzese di storia patria, 1999 (stampa 2000, postumo), XI, 279 p.
- Il teatro di Chieti dalle origini ai giorni nostri; prefazione di Valerio Cianfarani, Chieti: Cassa di risparmio della provincia di Chieti, 1966